# Nezapomenutelné dětství
Nezapomenutelné dětství (v anglickém originále House of D) je americký dramatický film z roku 2004. Režisérem filmu je David Duchovny. Hlavní role ve filmu ztvárnili David Duchovny, Anton Yelchin, Robin Williams, Téa Leoni a Erykah Badu.

## Obsazení
| David Duchovny | Tom Warshaw       |
| Anton Yelchin  | mladý Tom Warshaw |
| Robin Williams | Pappas            |
| Téa Leoni      | paní Warshaw      |
| Erykah Badu    | Lady/Bernadette   |
| Frank Langella | reverend Duncan   |
| Zelda Williams | Melissa           |
| Orlando Jones  | Superfly          |